# Unione Cattolica Popolare Friulana
L’Unione Cattolica Popolare Friulana fu un’associazione politica cristiano sociale attiva nella Contea di Gorizia e Gradisca negli ultimi anni dell’impero asburgico.

## Storia
L’associazione fu fondata il 29 novembre 1906 ad opera di Luigi Faidutti, un sacerdote già molto attivo da anni nel campo sociale e anche politico, in vista delle prime elezioni a suffragio universale.
Il movimento assunse rapidamente il predominio della rappresentanza politica della popolazione rurale italiana della contea. I due collegi disponibili furono vinto proprio da don Faidutti e da Giuseppe Bugatto, che entrarono così al Reichsrat, aderendo secondo le previste regole etniche e ideologiche al gruppo italo-cristiano dell’affine Partito Popolare Trentino.
Le differenze coi colleghi trentini si evidenziarono con l’avvicinarsi della guerra, essendo i friulani assai meno sensibili alle tematiche irredentiste. A differenza della diocesi di Trento, che era alla base dell’identità italiana del suo territorio, la diocesi di Gorizia era bilingue, ai tempi con un vescovo di lingua slovena, e aveva creato una profonda collaborazione fra le due etnie che poteva essere preservata solo in un impero multiculturale come quello asburgico.
La rottura divenne evidente nelle ultime settimane del conflitto. Una mozione parlamentare di Alcide De Gasperi sul degradamento di Enrico Conci a causa di una proposta di autodeterminazione dei popoli, non fu firmata da don Faidutti. Il manifesto dei popoli dell’imperatore Carlo Francesco fu accolto con lealismo dai cattolici goriziani il 20 ottobre 1918, e sembrò soddisfare la richiesta di autonomia friulana fatta da Bugatto. Per tutta risposta, alla vittoria il governo italiano vietò ai due deputati cattolici il rientro in città, bandendoli.
La reazione dello Stato italiano contro il partito guida della rappresentanza politica goriziana ebbe pesanti conseguenze. Senza i politici italiofoni più influenti sul territorio, alle elezioni politiche del 1921 l’intera delegazione goriziana in parlamento fu composta da deputati slavi tranne un comunista. In una spirale che si autoalimentò, il risultato fu visto a Roma con ancor maggior sospetto, e portò il fascismo appena giunto al potere a decidere nel 1923 di abolire totalmente l’antica provincia goriziana.